# آی‌اس‌یو-۱۲۲
آی‌اس‌یو-۱۲۲ (به روسی: ИСУ-122) یک توپخانه خودکششی ساخت شوروی بود که در طول جنگ جهانی دوم بیشتر در نقش ضد تانک استفاده می‌شد.

## کاربران
- چین
- کره شمالی
- لهستان
- اتحاد جماهیر شوروی